# Craig Roberts
Craig Roberts (ur. 6 czerwca 1968 w Everett, zm. 12 września 2006) – kanadyjski zapaśnik w stylu wolnym. Olimpijczyk z Atlanty 1996, gdzie zajął dwunaste miejsce w kategorii 68 kg. 
Zajął dziesiąte miejsce na mistrzostwach świata w 1995. Czwarty w Pucharze Świata w 1993; piąty w 1995 i 1997; szósty w 1994. Zdobył srebrny medal na igrzyskach panamerykańskich w 1995 i brązowy na mistrzostwach panamerykańskich w 1992. Mistrz Wspólnoty Narodów w 1991 i 1993 roku.